# Las Llaves
Las Llaves es una localidad del estado mexicano de Morelos. Es parte del municipio de Ayala.

## Demografía
| Censo | Población |
| ----- | --------- |
| 2000  | 289       |
| 2010  | 953       |
| 2020  | 1402      |